# Lenguas nkambe
Las lenguas nkambe son un grupo de lenguas hablados por los yamba y otros pueblos relacionados que habitan en los pastizales occidentales de Camerún. Las lenguas de este grupo son:
Dzodinka, Kwaja, Limbum, Mbə’, Ndaktup, Mfumte, Yamba.

## Comparación léxica
Los numerales en diferentes lenguas nkambe son:
| GLOSA | Kwaja      | Limbum  | Mfumte  | Yamba   | PROTO- NKAMBE |
| ----- | ---------- | ------- | ------- | ------- | ------------- |
| '1'   | mũũ˧˩      | mɔ̀ʔsíɾ  | mìʔincí | mòʔfís  | *mɔʔ-         |
| '2'   | baa˦˧      | báː     | bʉ́à     | bá      | *bɰa          |
| '3'   | ta˦        | táːɾ    | tó      | tɛʔ     | *tar          |
| '4'   | kɥ˧˩       | kjèː    | kweé    | kwè     | *kwe          |
| '5'   | tɔ̃˦˧       | tâ      | tóŋ     | tàŋ     | *taŋ          |
| '6'   | tɔ̃˨ fũ˧    | ntūːnfú | ntunfúu | ntuuŋfú | *ntuːnfu      |
| '7'   | sə˨ mba˧˨  | sàːmbâ  | sɔ̀mbaa  | sàmbâ   | *sam-bɰa      |
| '8'   | wɔ˦ ŋkxɨt˦ | wāːmí   | wáamí   | fwamɛʔ  | *fwami        |
| '9'   | bə˦ ʁət˨   | bɨ̀ɾɨ̂    | búum    | və̀kɛʔ   | *buɣu         |
| '10'  | wəm˦       | ɾɨ      | húʔum   | húm     | *ɣum          |